# Cicerbita muralis
La lattuga dei boschi (nome scientifico Cicerbita muralis  Wallr., 1822)  è una specie di pianta angiosperma dicotiledone della famiglia delle Asteraceae.

## Etimologia
Il nome generico (Cicerbita) deriva dal latino cicer ("cece") in riferimento ai suoi piccoli semi; oppure, secondo altri testi, deriva dalla parola latina Cicharba (una pianta simile descritta dal medico personale di Teodosio I, Marcello Empirico di Bordeaux nella sua opera De medicamentis). L'epiteto specifico (muralis) fa riferimento al suo habitat tipico (può cresce sui muri).
Il binomio scientifico della pianta di questa voce è stato proposto dal botanico Carl Friedrich Wilhelm Wallroth (1792-1857) nella pubblicazione "Schedulae Criticae de Plantis Florae Halensis Selectis. Corollarium novum ad C. Sprengelii Floram halensem. Accedunt generum quorundam specierumque omnium definitiones novae, excursus in stirpes difficiliores. Tom. I. Phanerogamia. Halae" ( Sched. Crit. 436) del 1822.

## Descrizione

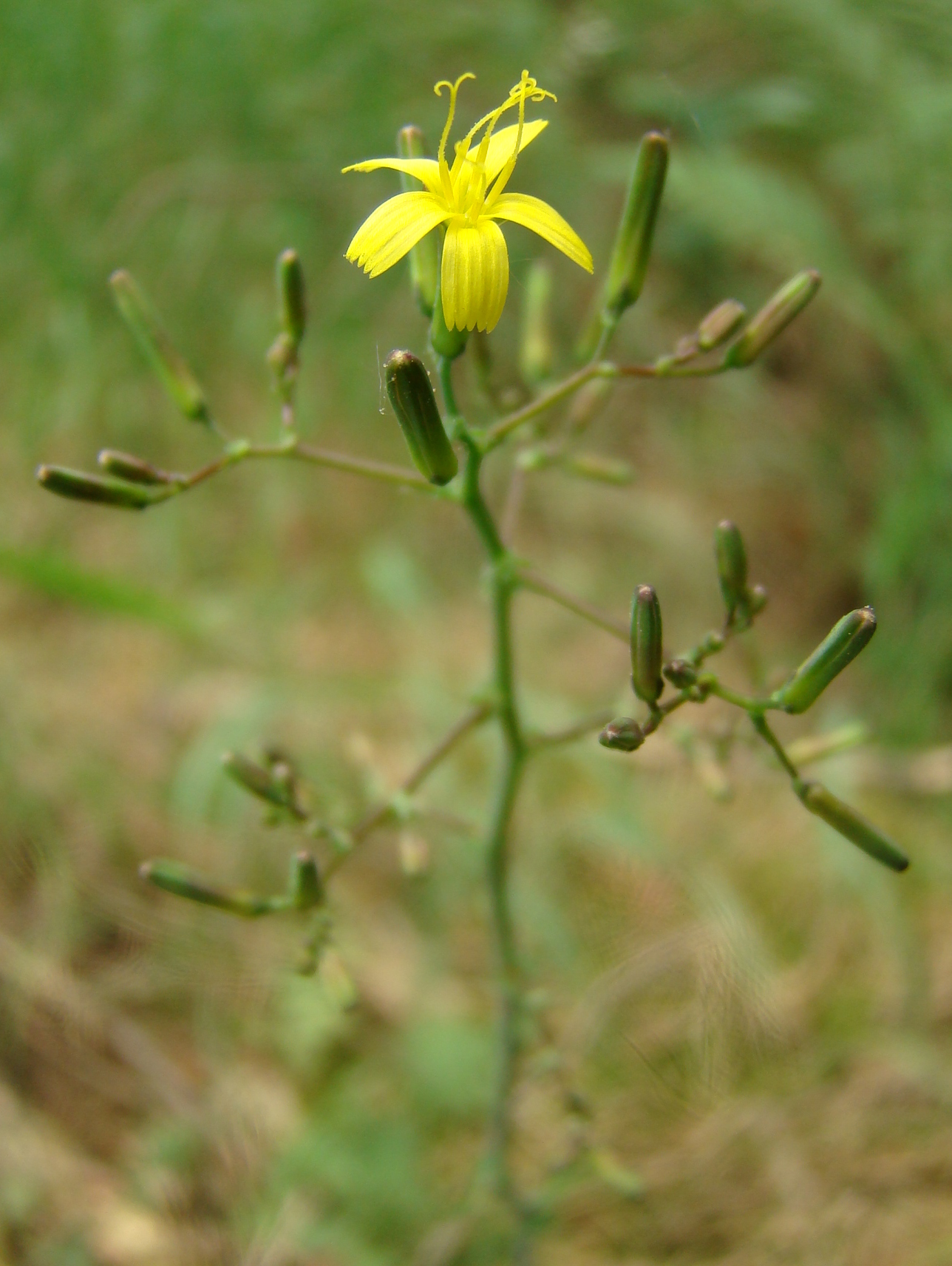
Il portamento

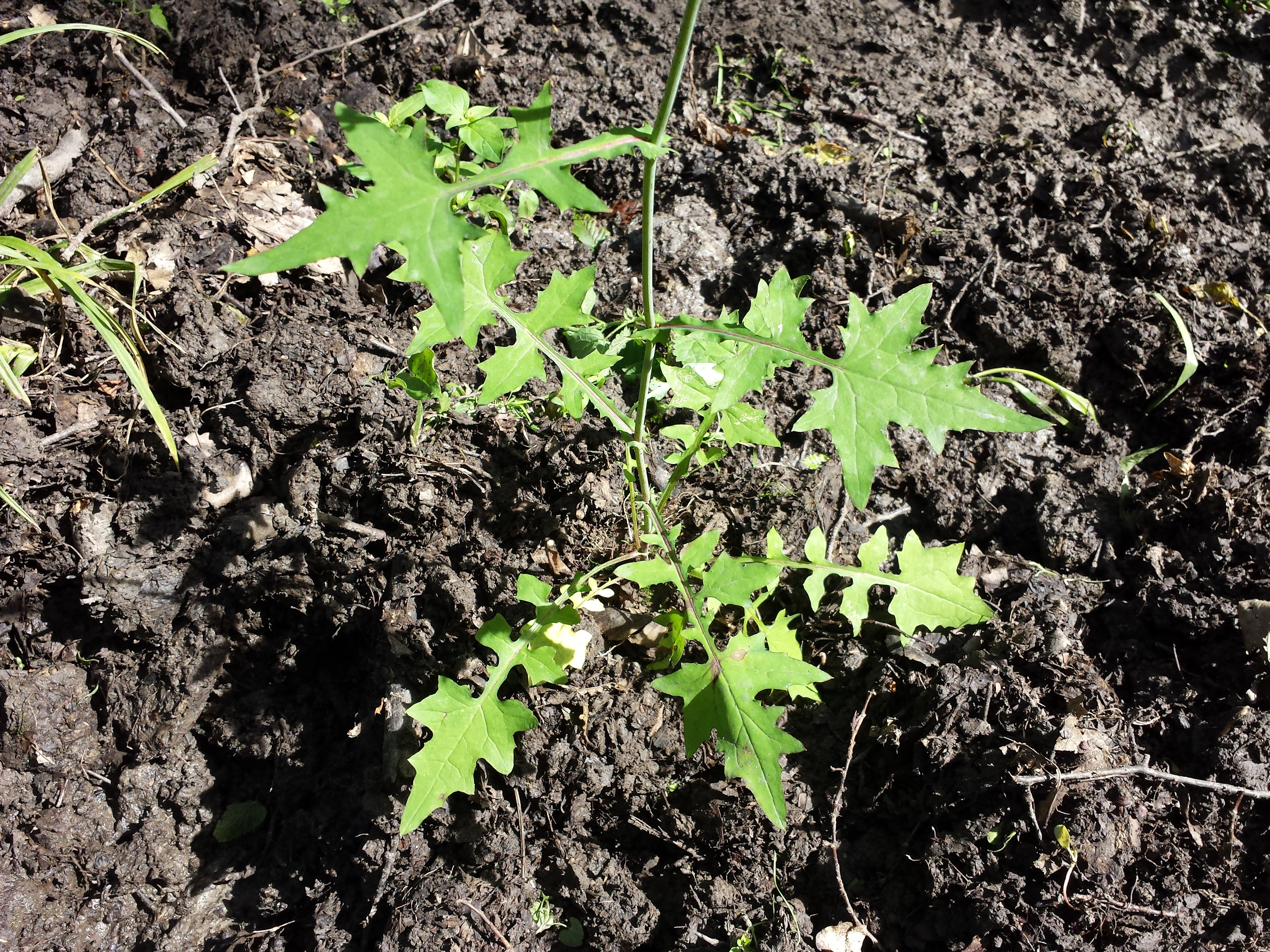
Le foglie

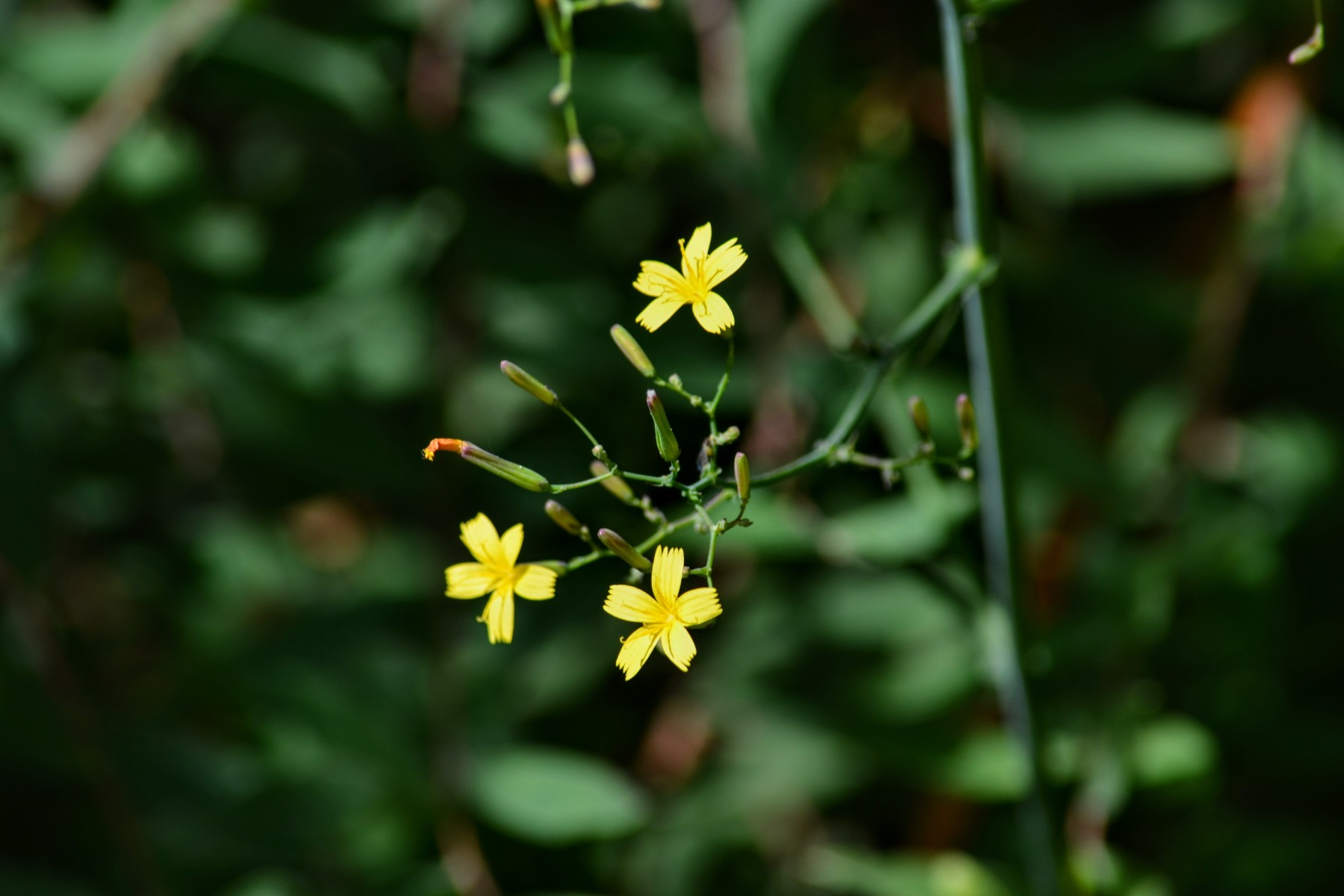
Infiorescenza

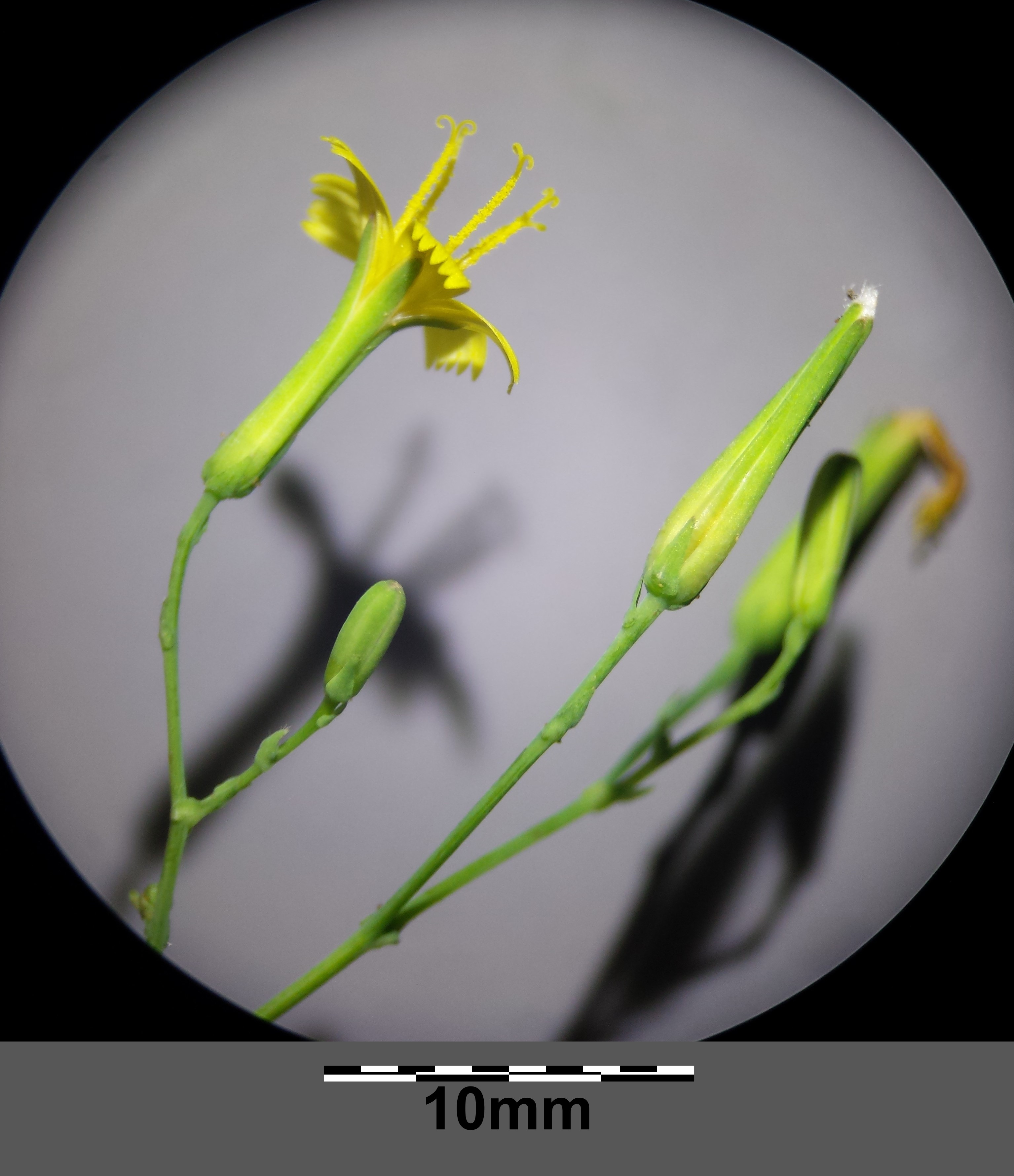
I fiori

Habitus. La forma biologica di questa specie è emicriptofita scaposa (H scap), ossia in generale sono piante erbacee, a ciclo biologico perenne, con gemme svernanti al livello del suolo e protette dalla lettiera o dalla neve e sono dotate di un asse fiorale eretto e spesso privo di foglie. Negli organi interni sono presenti dei canali laticiferi.
Fusto. I fusti sono eretti con andamento a zig-zag; la parte basale è arrossata. Le radici in genere sono di tipo fittonante. I fusti sono alti da 4 a 8 dm.
Foglie.  Le foglie possono essere sia basali che cauline e sono disposte lungo il fusto in modo alterno; sono amplessicauli (quelle superiori) o picciolate (quelle inferiori - il picciolo è allungato). Le lamine sono pennatosette ridotte (hanno il solo segmento triangolare apicale e con 1 - 2 coppie di segmenti laterali). Dimensione delle foglie: 5 – 12 cm.
Infiorescenza. Le infiorescenze, a pannocchia, sono composte da diversi capolini snelli con pochi fiori (non più di una decina). I capolini, solamente di tipo radiato (ligulifloro), sono formati da un involucro a forma cilindrica composto da alcune brattee (o squame) all'interno delle quali un ricettacolo fa da base ai fiori ligulati. Le squame sono di due tipi e disposte su due serie regolarmente spiralate e embricate. Il ricettacolo è nudo (senza pagliette). Dimensione dell'involucro: larghezza 1 mm; lunghezza 8 – 9 mm.
Fiori. I fiori (5 per capolino) sono tetra-ciclici (ossia sono presenti 4 verticilli: calice – corolla – androceo – gineceo) e pentameri (ogni verticillo ha in genere 5 elementi). I fiori sono inoltre ermafroditi e zigomorfi.
- Formula fiorale:

*/x K {\displaystyle \infty }, [C (5), A (5)], G 2 (infero), achenio
- Calice: i sepali del calice sono ridotti ad una coroncina di squame.
- Corolla: le corolle sono formate da una ligula terminante con 5 denti; il colore è giallo; la superficie può essere sia pubescente che glabra.
- Androceo: gli stami sono 5 con filamenti liberi e distinti, mentre le antere sono saldate in un manicotto (o tubo) circondante lo stilo.[14] Le antere sono caudate e alla base sono acute. Il polline è tricolporato.[15]
- Gineceo: lo stilo è filiforme. Gli stigmi dello stilo sono due divergenti e ricurvi con la superficie stigmatica posizionata internamente (vicino alla base).[16] L'ovario è infero uniloculare formato da 2 carpelli.
- Fioritura: da luglio ad agosto.

Frutti. I frutti sono degli acheni con pappo. L'achenio, di colore bluastro, è un cilindro compresso con alcune coste (fino a 15). Alla sommità dell'achenio è presente un becco. Il carpoforo è a forma d'imbuto. Il pappo è peloso per peli setolosi disposti in due ranghi (nel rango esterno le setole sono più corte). Lunghezza dell'achenio: 2 mm.

## Biologia
- Impollinazione: l'impollinazione avviene tramite insetti (impollinazione entomogama tramite farfalle diurne e notturne).
- Riproduzione: la fecondazione avviene fondamentalmente tramite l'impollinazione dei fiori (vedi sopra).
- Dispersione: i semi (gli acheni) cadendo a terra sono successivamente dispersi soprattutto da insetti tipo formiche (disseminazione mirmecoria). In questo tipo di piante avviene anche un altro tipo di dispersione: zoocoria. Infatti gli uncini delle brattee dell'involucro si agganciano ai peli degli animali di passaggio disperdendo così anche su lunghe distanze i semi della pianta.

## Distribuzione e habitat

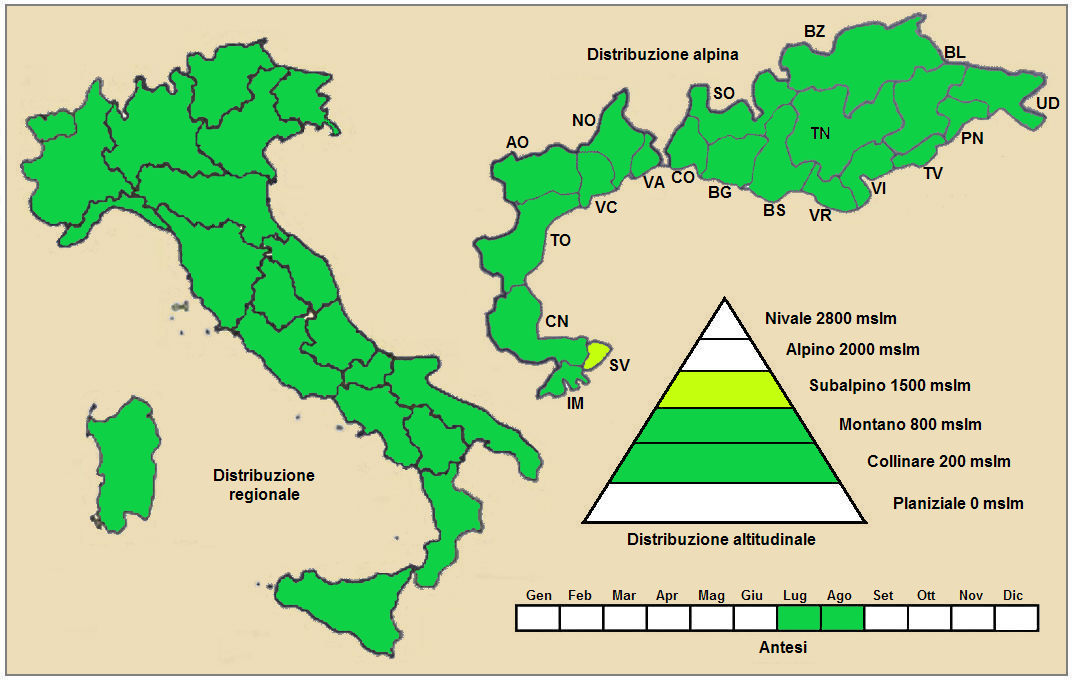
Distribuzione della pianta (Distribuzione regionale – Distribuzione alpina)

- Geoelemento: il tipo corologico (area di origine) è Europeo-Caucasico o Eurasiatico.
- Distribuzione: in Italia questa specie si trova più o meno su tutto il territorio. Nelle Alpi è presente ovunque. Fuori dall'Italia, sempre nelle Alpi, questa specie si trova in Francia, Svizzera, Austria e Slovenia. Nel resto dell'Europa e dell'areale del Mediterraneo si trova in dalla penisola Iberica alla Russia e dalla Scandinavia al Magreb.[18][19]
- Habitat:  l'habitat preferito per queste piante sono le stazioni fresche nei boschi di latifoglie e conifere e nelle radure boschive. Al Sud è questa specie è legata alle faggete. Il substrato preferito è calcareo ma anche siliceo con pH neutro, alti valori nutrizionali del terreno che deve essere mediamente umido.
- Distribuzione altitudinale: sui rilievi, in Italia, queste piante si possono trovare fino a 200 - 1.800 m s.l.m.; nelle Alpi frequentano quindi i seguenti piani vegetazionali: collinare, montano e in parte quello subalpino.

## Fitosociologia

### Areale alpino
Dal punto di vista fitosociologico alpino la specie di questa scheda appartiene alla seguente comunità vegetale:
Formazione: delle comunità forestali
Classe: Carpino-Fagetea sylvaticae

### Areale italiano
Per l'areale completo italiano Cicerbita muralis appartiene alla seguente comunità vegetale:
Macrotipologia: vegetazione forestale e preforestale
Classe: Querco roboris-Fagetea sylvaticae Br.-Bl. & Vlieger in Vlieger, 1937
Ordine: Fagetalia sylvaticae Pawłowski in Pawłowski, Sokołowski & Wallisch, 1928
Alleanza: Aremonio agrimonioidis-Fagion sylvaticae (Horvat) Borhidi, 1989
Descrizione. L'Aremonio agrimonioidis-Fagion sylvaticae è relativa ai boschi mesofili frequentati in prevalenza dai faggi sia su substrati calcarei sia silicei o marnosi. Le comunità descritte in questa alleanza presentano una grande varietà ecologica a quote diverse (120-150 metri nel caso di boschi mesofili delle pianure alluvionali illiriche; 1.800 metri per le faggete centro-appenniniche e balcaniche). Le precipitazioni annuali sono comprese tra 650-2.000 mm. La distribuzione è dell’Europa orientale e balcanica. In Italia l'alleanza interessa la pianura Padana e l'appennino, spingendosi verso sud fino ai rilievi calcarei dell’Appennino Abruzzese (ma sola a quote alte).
Specie presenti nell'associazione: Fagus sylvatica, Viola reichenbachiana, Sanicula europaea, Cardamine bulbifera, Cicerbita muralis, Cardamine kitaibelii, Ranunculus lanuginosus, Saxifraga rotundifolia, Cardamine enneaphyllos, Epilobium montanum, Geranium nodosum, Festuca heterophylla, Rosa pendulina, Aremonia agrimonioides, Adenostyles glabra, Solidago virgaurea, Prenanthes purpurea, Dactylorhiza maculata, Carex sylvatica, Oxalis acetosella, Hieracium racemosum.
Altre alleanze per questa specie sono:
- Geranio versicoloris-Fagion sylvaticae.

## Tassonomia
La famiglia di appartenenza di questa voce (Asteraceae o Compositae, nomen conservandum) probabilmente originaria del Sud America, è la più numerosa del mondo vegetale, comprende oltre 23.000 specie distribuite su 1.535 generi, oppure 22.750 specie e 1.530 generi secondo altre fonti (una delle checklist più aggiornata elenca fino a 1.679 generi). La famiglia attualmente (2021) è divisa in 16 sottofamiglie.

### Filogenesi
Il genere di questa voce (Cicerbita)  appartiene alla sottotribù Lactucinae della tribù Cichorieae (unica tribù della sottofamiglia Cichorioideae). In base ai dati filogenetici la sottofamiglia Cichorioideae è il terz'ultimo gruppo che si è separato dal nucleo delle Asteraceae (gli ultimi due sono Corymbioideae e Asteroideae). La sottotribù Lactucinae fa parte del "quarto" clade della tribù; in questo clade è in posizione "basale" vicina alla sottotribù Hyoseridinae. La struttura filogenetica della sottotribù è ancora in fase di studio e completamento. Provvisoriamente è stata suddivisa in 10 lignaggi.
La specie di questa voce, in base agli ultimi studi filogenetici, appartiene al "Cicerbita lineage".  Nell'ambito del genere Cicerbita muralis appartiene ad un clade comprendente, oltre alla specie di questa voce, alcune specie ricavate dal genere Cephalorrhynchu Boiss. (considerato tradizionalmente un sinonimo di Lactuca L.).
I caratteri più distintivi per questa specie (nell'ambito del genere) sono:
- gli acheni sono provvisti di becco ed hanno una colorazione nero-bluastra;
- i fiori sono colorati di giallo;
- nel rango esterno del pappo (a due ranghi) le setole sono più corte di quelle interne.

Il numero cromosomico di C. muralis è: 2n = 18.
In altre checklist questa specie è nominata diversamente:
- Lactuca muralis (L.) E.Mey.

### Variabilità
Questa specie è variabile. I caratteri soggetti a variabilità sono i seguenti:
- le dimensioni delle foglie può essere soggetta alla luminosità diurna ricevuta;
- la forma della lamina fogliare varia da più o meno indivisa a pennatosetta;
- si possono trovare individui con solamente foglie amplessicauli (var. sessilifolia De Not).

Per questa specie alcune checklist riconoscono valide le seguenti sottospecie:
- Cicerbita muralis subsp. muralis (è la stirpe principale): l'altezza delle piante arriva a 120 cm; il rizoma è lungo fino a 7,5 cm; le auricole delle foglie cauline sono acute; gli acheni hanno il corpo colore più o meno nero e il becco colore avorio; il becco è lungo 0,5 - 1,2 mm.
- Cicerbita muralis subsp. gaditana Mejías, 2015: l'altezza delle piante arriva a 55 cm; il rizoma è lungo fino a 1,2 cm; le auricole delle foglie cauline sono ottuse; gli acheni hanno il medesimo colore ocra (corpo e becco); il becco è lungo 0,4 - 0,5 mm. Distribuzione: Spagna.

### Sinonimi
Sono elencati alcuni sinonimi per questa entità:
- Chondrilla erysimifolia Poir.
- Chondrilla muralis  (L.) Lam.
- Chondrilla ruderalis  Gaertn. ex Steud.
- Hieracium mycelis  E.H.L.Krause
- Hieracium pauciflorum  Bernh.
- Lactuca atlantica  Pomel
- Lactuca erysimifolia  DC.
- Lapsana erysimifolia  Thell.
- Mycelis angulosa  Cass.
- Mycelis muralis  (L.) Dumort.
- Phaenixopus muralis  (L.) W.D.J.Koch
- Prenanthes erysimifolia  Willd.
- Prenanthes multiflosculosa  Nees
- Prenanthes muralis  L.
- Prenanthes parviflora  Gilib.
- Prenanthes vulgaris  Gueldenst.